# تحقیرشده‌ترین مرد
واپسین مرد (به آلمانی: Der letzte Mann) که در فارسی تحقیرشده‌ترین مرد نامیده شده و در کشورهای انگلیسی‌زبان با عنوانِ آخرین خنده اکران شد، نام یک فیلم درام صامت آلمانی است که در سال ۱۹۲۴ توسط کارگردان نامدار آلمانی «فریدریش ویلهلم مورنائو» بر اساس فیلمنامه‌ای از «کارل مایر» ساخته شد.
در سرتاسر این فیلم صامت، هیچ‌گونه توضیحِ بیِن صحنه‌ای (میان‌متن) وجود ندارد. در برخی نسخه‌های اکران شده در آمریکا، سازندگان فیلم از یک میان‌متن در فیلم استفاده نمودند و همین موضوع سبب شد تا محققان و منتقدان فیلم در سال‌های آتی، به اشتباه بیفتند و تصور کنند که فیلم اولیه هم، یک میان‌متن داشته؛ حال آنکه نسخه اصلی فیلم، فاقد هرگونه میان‌متن است.
این فیلم، مشهورترین نمونهٔ سبک کامِرْشْپیل در سینمای صامت است.

## خلاصه داستان
دربان پیرِ «هتل آتلانتیک»، از شغل و زندگی‌اش خرسند است. نام این پیرمرد، همچون دیگر شخصیت‌های فیلم نامشخص است، تا نه‌تنها هویتی گمنام داشته باشد، بلکه شاید، بیننده بتواند به‌نحوی با او احساس هم‌ذات‌پنداری کند. یونیفرم او که آراسته به تزئینات برنجی و براق است، در نگاه اول، چون لباس نظامیِ یک ارتشبد است. او در یونیفرم پرطمطراق و زیبای خود، احساس مسئولیت، غرور و قدرتی دارد که موجب شده، همچون یک فرمانروا به نظر آید. این دربانِ پیر، در ساعات غیر کاری نیز، بواسطهٔ اعتمادبه‌نفسی که این یونیفرم به او داده، به همسایگان و مردم نیازمندی که در محل اقامتش زندگی می‌کنند، کمک می‌کند و مردم هم برایش، احترام خاصی قائلند. اما اوضاع بدین منوال نمی‌ماند. مدیر هتل که فکر می‌کند این دربان، دیگر پیر و فرتوت شده و حضورش در جلوی در ورودی هتل، جلوهٔ ظاهری مناسبی برای هتل ندارد، او را از شغل فعلی‌اش برداشته و متصدیِ سرویس هایِ بهداشتی هتل می‌کند تا توالت‌ها را پاک کند، کفش‌های مشتریان را برق بیندازد و به آنان در خشک کردنِ دستهایشان کمک کند. طبعاً یونیفرمش را نیز از او می‌گیرند. پیرمرد آنچنان از این تنزل مقام، احساس حقارت و خواری می‌کند که تمام تلاشش را به کار می‌گیرد تا خانواده و دوستان و آشنایان از آن، بویی نبرند. او حتی یونیفرم سابقش را کش می‌رود تا چونان سابق، در محل زندگی آن را به تن کند و کسی نفهمد که او شغلش عوض شده‌است و اهمیت و احترام و مقام اجتماعی سابقش را از دست ندهد. پیرمرد صبح‌ها که به محل کار می‌رود، یونیفرمش را در کمدی در راه‌آهن می‌گذارد و شب‌ها که بر می‌گردد، آن را از کمد راه‌آهن برداشته و به تن می‌کند تا با آن به محل زندگی اش برگردد؛ ولی این کارها مؤثر نیست و سرانجام همه می‌فهمند که او متصدی سرویس‌های بهداشتی هتل است. ماجرا زمانی برای پیرمردِ دلشکسته تبدیل به فاجعه می‌شود که اطرافیان و حتی خانواده او، تصور می‌کنند پیرمرد تابحال به آن‌ها دروغ می‌گفته و از اولش هم، مسئول تمیز کردن توالت‌های هتل بوده‌است. پیرمرد با احساسی از حقارت و ناراحتی شدید، شب را به هتل برمی‌گردد تا در همان محل کارش (توالت) بخوابد. از میان این‌همه آدم، تنها نگهبانِ شبِ هتل است که حال او را درک کرده و متوجه رنج او می‌گردد و چون دلش به حال او می‌سوزد، برای همدردی، کت خود را به روی پیرمرد، که اینک به خواب رفته‌است، می‌اندازد. در اینجا و تنها در نسخه‌های اکران شده در آمریکا، تنها میان‌متنِ (توضیح نوشتاری مابین صحنه‌ایِ) فیلم را شاهد هستیم که بر رویش نوشته شده: «اکنون، می‌بایست که داستان [فیلم] خاتمه می‌یافت. چرا که در زندگی و دنیای واقعی، این پیرمردِ بی‌کس و درمانده، هیچ آینده‌ای جز مرگ در پیش رو ندارد که انتظارش را بکشد، ولی نگارنده، دلش برای او سوخته و پایانی کاملاً نامحتمل و شاد را برایش خلق کرده‌است». سپس فیلم ادامه می‌یابد. روز بعد، پیرمرد در روزنامه می‌خواند که یک میلیاردر مکزیکی به نام «او.گ. مونن» فوت کرده و تمام ثروتش را طبق وصیت، برای کسی به ارث گذاشته که در لحظات آخر زندگی، بر بالینش حضور داشته‌است و این شخص کسی نیست جز همین پیرمرد؛ چرا که این میلیاردر مکزیکی، در دستشویی هتل آتلانتیک، مشغول شستن دستهایش بود که اجل به سراغش آمد و آخرین لحظات عمرش را در آغوش پیرمرد به سر برد و همان‌جا جان داد. پیرمرد در انتها درمی‌یابد که اکنون احترام و اهمیت بیشتری نسبت به گذشته دارد، چرا که ثروتمند است و «پول» است که قدرت و اعتبار می‌آورد، نه «یونیفرم». در صحنه‌های آخر شاهد شادی و خنده‌های پیرمرد هستیم که اینک، خودش یکی از مهمانانِ محترمِ هتل است و به همراه آن نگهبان شب مشغول شادی و سرور هستند. یکی از دلایل تغییر نام فیلم به «آخرین خنده» در کشورهای انگلیسی‌زبان نیز، همین سکانس آخر است. کارگردان فیلم بعدها متوجه شد که این داستان از یک لحاظ نامعقول است، چرا که «همه می‌دانند، متصدی سرویس‌های بهداشتی در هتل، درآمد بیشتری از دربان هتل دارد».

## ساخت فیلم
در آن هنگام، مورنائو در اوج دوران شغلی و حرفه‌ای خود در آلمان به سر می‌برد و افکار بلندپروازانه‌ای برای اولین همکاری خود با کمپانی فیلم‌سازی «یو.اف. آ» (بزرگترین استودیوی فیلم‌سازی آلمان، در آن هنگام) داشت. او اظهار داشت «تمام تلاش ما باید معطوف به زدودن هر آنچیزی باشد که در حیطهٔ هنر سینما نیست. هرچیزی، حتی جزئی، که از سایر منابع آمده؛ تمام ترفندها و ابزارها و کلیشه‌هایی که از تئاتر صحنه‌ای و رمان‌نویسی نشأت گرفته‌اند». مورنائو، «کارل مایر» (فیلم‌نامه‌نویس) را فردی می‌دانست که «براستی در حیطه هنر سینما فعالیت کرده بود» و به همین دلیل، پس از آن که کارل مایر و کارگردان اولیه فیلم یعنی «لوپو پیک»، با یکدیگر به مشکل برخوردند و «لوپو پیک» کار را رها کرد، مورنائو کارگردانی آن را پذیرفت.
فیلم، تماماً در استودیوهای «یو.اف. آ» در برلین تصویربرداری شد. مورنائو و فیلمبردارش «کارل فروند»، حرکات استادانه و دقیقی برای دوربین فیلم‌برداری بکار بردند که بعدها به حرکت «دوربین غیرساکن» یا «دوربین رهاشده» معروف شد. به منظور حرکت آزاد دوربین، از تکنیک‌های مختلفی در این فیلم استفاده شد. در یک صحنهٔ فیلم، دوربین فیلمبرداری را به سینه کارل فروند بسته بودند و او سوار بر دوچرخه، در خیابان حرکت کرده یا وارد یک آسانسور می‌شود. در صحنه‌ای دیگر، دوربین را با یک سیم ضخیم از پنجره ساختمان به سمت خیابان پائین رها کردند و سپس هنگام تدوین فیلم، تصویر را معکوس پخش کردند. در صحنه‌ای دیگر، شاهد آن هستیم که دوربین به‌طور مستقیم و از بالا به درون یک هورن نگاه می‌کند و با هربار دمیدن نوازنده به درون آن، دوربین بالا و پائین می‌رود، گویی بر روی امواج هوا و موسیقی خروجی، جابجا می‌شود. در تدوین هم نوآوری‌هایی صورت گرفت. در آغاز فیلم، نوعی تقطیع سریع اما نرم در صحنه‌های برداشته‌شده وجود دارد، اما در آنجایی که پیرمرد «تحقیر» می‌شود، برش‌ها، پرشی هستند. برای نشان دادن صحنه‌های مستی پیرمرد از نگاه خودش، ترکیبی از اعوجاج و دیزالو بکار گرفته شده‌است.
فیلمساز فرانسوی «مارسل کارنی» بعدها دربارهٔ فیلم گفت: «هر آنجا که داستان فیلم اقتضا می‌کند، دوربین… به آرامی می‌خرامد، اوج می‌گیرد، زوم می‌کند و پیچ می‌خورد. دوربین دیگر ثابت نیست، بلکه جان می‌یابد و خود مبدل به شخصیتی از این فیلم درام می‌شود».
یک بخش مهم دیگر فیلم، بازی هنرمندانهٔ امیل یانینگز (در نقش پیرمردِ دربان) است. او با میمیک‌های دقیقِ صورت، حرکات استادانه و حالات سر و بدن خود به فیلمبردار کمک کرد تا با افزودن کلوزآپ‌هایِ به‌موقع و قرار دادن دوربین در زاویهٔ صحیح، این احساس را در بیننده ایجاد کند که گویی از پنجرهٔ چشمان پیرمرد، دنیای اطراف را می‌بیند. در آن هنگام، امیل یانینگز مشهورترین و گران‌ترین بازیگر سینمای آلمان بود و دستمزدش آنچنان بالا بود که استودیوی فیلمسازی «یو.اف. آ» حدود ۶۰ درصد از کل بودجهٔ اختصاص یافتهٔ یک میلیون مارکی برای فیلم را، به عنوان دستمزد به او داد. جالب آنکه امیل یانینگز هنگام ایفای نقش پیرمرد دربان، تنها ۴۰ سال سن داشت و روزانه بیش از ۲ ساعت، زیر گریم سنگین قرار می‌گرفت تا قیافه‌اش پیرتر گردد. امیل یانینگز اولین کسی است که در تاریخ جوایز اسکار، جایزه اسکار بهترین بازیگر نقش اول مرد را به خود اختصاص داده‌است.
طراحی صحنه و صحنه‌آرایی فیلم نیز شایان توجه است و به‌خوبی، تضاد بین محیطِ مجللِ هتل و محلِ زندگیِ پیرمرد و سایر مردم را نشان می‌دهد. یک استفادهٔ عالی از کنتراست در فیلم، نشان دادن احترام و اعتبار «یونیفرم» و احساس خواری و اهانتی است که پس از «از دست دادن آن» به پیرمرد دست می‌دهد. طراحان صحنهٔ این فیلم، «رابرت هرلث» و «والتر رورینگ» بودند.
چند سال پس از مرگِ مورنائو، فیلمبردار فیلم «کارل فروند» نقش کارگردان فیلم را در خلاقیت‌های تصویری آن منکر شد و گفت اصولاً مورنائو به نورپردازی علاقه‌ای نداشت و حتی یکبار هم پشت ویزور دوربین قرار نگرفت و حتی نویسنده فیلم‌نامه یعنی کارل مایر، علاقه‌اش به ترکیب‌بندی از کارگردان بیشتر بود. «رابرت هرلث» و «والتر رورینگ» که طراحان صحنهٔ این فیلم بودند، این ادعایِ «کارل فروند» را رد کردند و از کارگردان فیلم، جانبداری نمودند. مورنائو دربارهٔ تصویربرداری فیلم اظهار داشت: «به سبب روشی که از اشیاء فیلمبرداری یا عکاسی شد، نتیجهٔ حاصله یک درام تصویری است؛ اما اگر رابطهٔ اشیاء را با دیگر اجزاء فیلم یا شخصیت‌های فیلم در نظر بگیریم، آنگاه [این اشیاء] چونان، واحدهای [هماهنگی] از یک سمفونی تصویری هستند».

## زمینه تاریخی
فیلم در سال ۱۹۲۴ در دوران جمهوری وایمار و پس از شکست آلمان در جنگ جهانی اول ساخته شد. پرداخت غرامت مالی سنگینی که به سبب جنگ بر دوش دولت این کشور نهاده شده بود، بحران اقتصادی، تورم سرسام‌آور، کمبود غذا، فقر و سوءتغذیه و گرسنگی را برای مردم به ارمغان آورده بود. آلمانی‌ها در هرچیزی، بدنبال کوچکترین نشانه‌هایی از امید و معجزه بودند. حتی موقعیت‌های غیرمحتملی نظیر به ارث بردنِ یک ثروتِ هنگفت از شخصی دیگر، برای مردم امیدآفرین بود. سازندگان فیلم به خوبی می‌دانستند که جامعه آلمان بدنبال چه چیزی است و این نیاز شدید به امیدواری و آینده خوش، دلیلی بر پایان شاد و معجزه‌وار این فیلم است، هرچقدر هم که ناممکن و غیرواقع بینانه باشد.
یک اتفاق مهم دیگر در سینمای آلمان که اهمیت تاریخی دارد، آغاز همکاری هالیوود با تهیه‌کنندگان و سینماگران آلمان بود که تأثیرات متقابل و به‌سزایی در سینمای هر دو کشور داشت. در سال ۱۹۲۶، تهیه‌کنندگان آلمانی قراردادی را با هالیوود امضا کردند که به موجب آن، بازیگران و کارگردانان آلمانیِ زیادی به آمریکا مهاجرت کردند. این اتفاق، قابل مقایسه با پدیده «فرار مغزها» بود که کمی بعد رخ داد و دانشمندان و نخبگان سراسر جهان، به آمریکا مهاجرت نمودند.
یکی از نتایج زودهنگامِ این همکاری دوجانبه، آن بود که کارگردان نامدار سینما «آلفرد هیچکاک»، به برلین رفت تا با مورنائو در زمینه ساخت فیلم، همکاری کند. هیچکاک بسیار تحت تأثیرِ تکنیکِ «دوربین غیرساکن» یا «دوربین رهاشدهٔ» مورنائو قرار گرفته بود و اظهار داشت که همکاری‌اش با مورنائو «تجربه‌ای بسیار سازنده» بوده و فیلم «تحقیرشده‌ترین مرد»، «فیلمی تقریباً بی‌نقص» است. برای هیچکاک، همکاری با مورنائو، اساساً «نقطه عطفی بسیار مهم» بود. هیچکاک تکنیکِ نمای دیدگاه مورنائو را می‌ستود که بواسطهٔ آن، تماشاگر خود را در قالبِ شخصیت اصلیِ داستان می‌یافت.

## زمینهٔ فرهنگی
به لحاظ محتوای داستان، این فیلم - به استثنای پایان آن - شباهت‌هایی با نمایشنامهٔ «شاه لیر» شکسپیر دارد. به دلایل روانشناختی و تجاری، کارگردان فیلم، انسجام دراماتیک داستان را برهم زد و پایانی تصنعی [اما خوش]، برای فیلم خلق کرد. نویسنده فیلمنامه، «کارل مایر» هنگام نگارش فیلمنامهٔ این فیلم، تحتِ تأثیر داستان کوتاه «شنل» اثرِ نیکلای گوگول بوده‌است.
تأثیر فرهنگی دیگر آن بود که نهضت اکسپرسیونیسم در آن روزها، جریانی روبه‌رشد در سینمای آلمان بود. مورنائو تصمیم گرفت تا از مؤلفه‌ها و خصایص اصلی سبک کامراشپیل دور نشود و به همین سبب، هرگونه توضیح نوشتاری و زیرنویس را در فیلم حذف نمود.
در انتها باید گفت که این فیلم، نمونه‌ای کلاسیک در هنر سینمای آلمان است که تکنیک‌ها و روش‌های خلاقانه‌ای در کارگردانی و تصویربرداری به دنیایِ هنر عرضه کرد و سینمای هالیوود و آثار بعدی آلفرد هیچکاک را تحت تأثیرِ خود قرار داد.

## بازخوردها
فیلم، موفقیت عظیمی در جلب نظر منتقدان ونیز در گیشه یافت و مورنائو با سرمایهٔ حاصله، بلافاصله دو فیلم پُرهزینهٔ دیگر ساخت. منتقدان، سبک فیلم و حرکات هنرمندانهٔ دوربین را ستودند. «پال راثا» ، منتقد بریتانیایی فیلم، گفت: «[این فیلم] یقیناً جایگاه سینما را به عنوان رسانه‌ای مستقل برای بیان دیدگاه‌ها، تثبیت نمود… هر آنچه می‌بایست بیان شود، مطلقاً با زبانِ دوربین فیلمبرداری، بیان شد. «خندهٔ آخر» در ناب‌ترین و اصیل‌ترین فرم ممکن، یک «سینما-داستان» است. یک نمونهٔ عالی از ترکیب‌بندی پُرنواخت و مسجع، که مناسب حال و هوای فیلم است». سال‌ها بعد، «سی. اِی. لژون» اظهار داشت: «[این فیلم] شاید کم‌هیجان‌ترین و یقیناً مهمترین فیلمِ مورنائو است. این فیلم، اهمیت و وزن تازه‌ای به دوربین فیلمبرداری داد. نوعی آزادی تازه… که آیندهٔ تصویربرداری سینما را تحت تأثیر خود قرار داد… در سرتاسر گیتی، بدون آنکه ادعای نوآوری در سبک داشته باشد، بدون برانگیختن هیاهوی انتقادی (آنگونه که فیلم «کالیگاری» برانگیخته بود) توجه و نگاه تکنیکی را به سمت آزمون و تجربه برگرداند و نوعی از تفکر با دوربین را برای یک داستان روایی، با پایانی روشن و صریح، مطرح نمود».
محتوا و داستان فیلم نیز مورد تمجید منتقدان واقع شد و «لوته آینزر» منتقد آلمانی گفت: «این فیلم، سرآمد یک تراژدی آلمانی است و تنها در کشوری آن را درک می‌کنند که «یونیفرم» اهمیتی عظیم همچون یک پادشاه - اگر نگوئیم خدا - در ذهن مردم دارد. افراد غیر آلمانی در درک تمامی معانی و دلالت‌های آن مشکل خواهد داشت». «زیگفرید کراسور»، دیگر منتقد آلمانی خاطرنشان نمود که «همه مردم، به ویژه بانوان، برای یونیفرم، به عنوان نمادی از قدرت و اعتبار عالی، حرمت قائلند و از اینکه بدان احترام می‌گذارند، شاد هم هستند».
اهمیت «یونیفرم» در فرهنگ آلمان را «یان هیوز» در یک پژوهشی دانشگاهی توضیح داده‌است. به نظر می‌رسد، پوشیدن یونیفرم، مردانگی شخص را افزایش داده و نوعی قدرت حقوقی (سازمانی) به او می‌دهد؛ و فردِ یونیفرم‌به‌تن، خود را جزئی از آن سازمان می‌داند. در نتیجه، یونیفرم، اعتمادبه‌نفس فردی و جلب احترام دیگران را به همراه دارد، همانگونه که «تحقیرشده‌ترین مرد» شاهد آن هستیم. شکل‌گیری و به قدرت رسیدن سریع نازی‌ها در آلمان را می‌توان تا حدی به استفادهٔ گستردهٔ [و حساب‌شدهٔ] آنان از یونیفرم‌های گوناگون نسبت داد. فیلم «تحقیرشده‌ترین مرد» به خوبی این حس اعتمادبه‌نفس و قدرت شخصی/سازمانی را که با پوشیدن یونیفرم همراه است، نشان می‌دهد.
در سال ۲۰۰۰ میلادی، راجر ایبرت این فیلم را در فهرست بزرگترین فیلم‌های سینما قرار داد.

## صحنه‌های مهم فیلم
در این فیلم، چند صحنهٔ برجسته و قابل توجه وجود دارد:
- صحنهٔ آغازین که در آن شاهدِ حضورِ پیرمردی پرغرور و سرافراز هستیم که در جلوی «در چرخان» هتل ایستاده و به مهمانان کمک می‌کند. موتیف «در چرخان»، در چندین فیلم دیگر مورنائو نیز تکرار و دیده می‌شود و معنای نمادین آن، «گردونه شانس» است که در مسابقات آن را می‌چرخانند و ممکن است برای چرخانندهٔ آن، شانس و موقعیتی شگرف به همراه بیاورد. در واقع یکی از مهم‌ترین مفاهیمِ نمادینِ فیلم که تأثیری پایدار بر برخی کارگردانان سینما در ادوار بعدی (از جمله ژان-لوک گدار) گذاشت، همین موتیف «در چرخان» بود.[۲۱]
- سکانس نخست فیلم که اعتمادبه‌نفس و غرور دربان پیر را نشان می‌دهد، نقطه‌ای مرجع در فیلم برای نشان دادن صحنه‌های بعدی تحقیرشدگی اوست. سکانس‌هایی که احساس حقارت و حزن و اندوه پیرمرد را نشان می‌دهد، عاطفی‌ترین لحظات فیلم است که تماشاگر، فردی مهربان و دوست داشتنی را می‌بیند که بی‌رحمانه و غیرمنصفانه، تنزل شأن و مقام می‌یابد و تحقیر می‌شود. این سکانس، آنچنان تأثیرگذار است که حتی بخش‌های پایانی فیلم که تغییر سرنوشت و روی آوردن شانس به پیرمرد را نشان می‌دهد، به اندازه آن صحنه‌ای که او کوچک و خوار می‌شود، برجسته و گیرا نیست. تماشاگر نسبت به پیرمرد احساس همدردی و ترحم دارد. پیرمردی که علی‌رغم افزایش سن و تحلیل رفتن قوای جسمانی، همچنان می‌خواهد چون گذشته، قابل احترام و مورد توجه باشد.
- در سکانس پایانی که پیرمرد ثروتمند نسبت به دیگر کارکنان و همکاران قدیمی هتل، شفقت، گذشت و دست و دلبازی نشان می‌دهد، نمادی از اندیشهٔ مثبت‌گرایی است که «بالاخره خیر بر شر غلبه خواهد یافت». این پایان شعارگونه و نامحتمل، اگرچه در زندگی واقعی کمتر رخ می‌دهد، اما در سال‌های دهه ۲۰ آلمان، که مردم تحت فشار روانی شدیدی بودند، منطقی و حتی محتمل به نظر می‌آمد. در واقع، تمام کردن فیلم با یک پایان بد و اسف‌بار، تحمیل یک صدمه روحی غیرضروری بر جامعه آلمان بود و برای سازندگان فیلم، بدور از انصاف به نظر می‌آمد.

## نامگذاری فیلم در سایر کشورها
در برخی منابع و کتب ایرانی، این فیلم با عنوان‌های «آخرین مرد» و «آخرین خنده» آورده شده‌است. «آخرین مرد» ترجمهٔ تحت‌اللفظی و کلمه‌به‌کلمهٔ عنوان فیلم در زبان آلمانی است، حال آنکه با توجه به محتوای فیلم، ترجمه صحیح این عبارت آلمانی «حقیرترین مرد» و به عبارت دقیق‌تر، «تحقیرشده‌ترین مرد» است. در کشورهای انگلیسی‌زبان، این فیلم با نام «آخرین خنده» نمایش داده شد. دلیل این موضوع دو چیز بود: اول آنکه وقتی در سال ۱۹۲۵ میلادی این فیلم در آمریکا منتشر شد، فیلمی با نام «آخرین مرد» (به کارگردانی فردریک ریل جونیور، محصول ۱۹۲۴) منتشر و اکران شده بود و به منظور جلوگیری از ابهام و سردرگمی، تصمیم بر آن شد که این فیلم را با نام دیگری منتشر کنند. دوم آنکه، در یکی از صحنه‌های برجسته و پایانی، زمانی که پیرمرد ثروت هنگفت را به ارث برده‌است، دوربین وارد رستوران شلوغ و پرهیاهوی هتل شده و بدون وقفه از لابلای مردمی که مشغول خوردن، صحبت کردن و روزنامه خواندن هستند، می‌گذرد و در انتها به یک میز می‌رسد که خدمتکاری جلویش ایستاده و وقتی خدمتکار کنار می‌رود، کیک بسیار بزرگی را روی میز می‌بینیم. خدمتکار این کیک را کنار می‌کشد و ناگهان پیرمرد خوشحالی نمایان می‌شود که بر سر میزی پُر از غذاهای گرانقیمت نشسته و از ته دل می‌خندد. این خندهٔ پایانی او و پایانِ خوش فیلم (پس از یک ماجرای ناراحت‌کننده)، دلیل دیگری بود که پخش کنندگان فیلم در آمریکا تصمیم گرفتند نام آن را به «آخرین خنده» تغییر دهند.